# Fernando Joao
Fernando Rubén Joao (Buenos Aires, 26 maggio 1994) è un ex calciatore argentino, di ruolo attaccante.

## Carriera
Ha giocato nella prima divisione greca e nella seconda divisione argentina.